# Bente Rübner
Bente Rübner (født 1959) er en dansk møbeldesigner, som oprindeligt er uddannet væver.
Hun er designer af borde med stålstel og bordplader i skifer, linoleum, marmor og kompaktlaminat.

## Ekstern henvisning
Rübners hjemmeside